# Ostroga (jeździectwo)

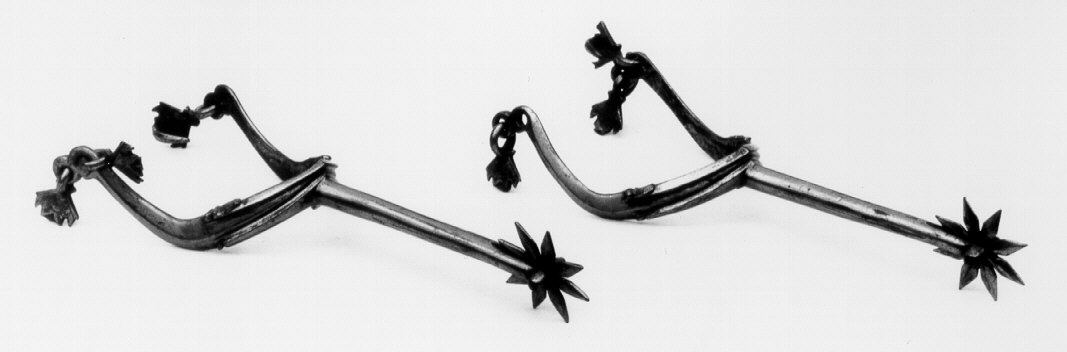
Para ostróg

Buty kawaleryjskie z ostrogami

Ostrogi – w jeździectwie metalowe kabłąki zakończone tzw. szenklami  (ramionami o różnych zakończeniach i różnej długości) przypinane do butów, wspomagające w określonych przypadkach działanie naturalnych pomocy jeździeckich, zwłaszcza łydek. Ostrogi mocowane są do butów za pomocą pasków. Należą do tzw. dodatkowych (sztucznych) pomocy jeździeckich o silnym działaniu. 
Kształt oraz rozmiar ostróg powinny zostać indywidualnie dopasowane do umiejętności oraz długości nóg jeźdźca. W jeździectwie sportowym, kształt i zakończenie ostróg regulowane są przepisami organizacji jeździeckich. Ostrogi odpowiednie są dla jeźdźców o wyćwiczonym i stabilnym dosiadzie; mogą dotykać boków konia tylko w określonych momentach, gdy istnieje wyraźna potrzeba zastosowania tej pomocy.  